# Jan Jönsson
Jan Jönsson (24 de maio de 1960) é um ex-futebolista sueco, que atualmente é treinador.

## Carreira

### Como jogador
Ele passou a maior parte da sua carreira em seu país natal defendendo o Halmstad. No entanto, também atuou por Sanfrecce Hiroshima e Vissel Kobe, do Japão.

### Como treinador
Ele atuou como treinador assistente nos dois últimos em que jogou e no Ljungskile. Como treinador efetivo, seu primeiro clube foi o Landskrona e, após ser demitido, ele foi contratado no final de 2004 pelo Stabæk. Ficou lá, até 2010, quando deixou a Suécia e foi para a Noruega comandar o Rosenborg. Em 7 de janeiro de 2013, se transferiu para o também norueguês Aalesunds.